# Lola T222
La Lola T222 è un'automobile da competizione, costruita dalla casa britannica Lola per gareggiare nel campionato CanAm a partire dalla stagione 1971. Prese parte anche al campionato Interserie

## Caratteristiche
Le T222 erano tutte motorizzate con una Chevrolet V8 ad aspirazione naturale, ma in diverse cilindrate. I singoli esemplari subirono variazioni di cilindrata nella loro vita agonistica.
Il motore era un Chevrolet V8. Montato in posizione centrale, azionava  trasmissione manuale Hewland MK6 a 5 rapporti. La trazione era posteriore. Il telaio era a monoscocca in alluminio e la carrozzeria in fibra di vetro. La T222 condivideva il telaio con la Lola T220. Spesso le T220 danneggiate venivano riparate con pezzi di T222.

## Storia
Tra i migliori risultati vi sono stati un terzo posto al Hockenheimring, alla terza prova del campionato Interserie 1971. La T222 numero di telaio #HU04 fu portata in gara da Vic Elford, che giunse dietro a Leo Kinnunen, secondo su Porsche 917 Spyder e a Derek Bell, primo su McLaren M8E. Alla prova successiva dell'Interserie, la 200 Miglia del Norisring, la stessa T222 ottenne nuovamente il terzo posto. Questa volta ai comandi di Jo Bonnier, che giunse dietro a Peter Gethin, secondo, e a Chris Craft, primo, entrambi su McLaren M8E.